# فهرست فیلسوفان یونان باستان
فلسفه باستان شامل فلسفه یونان باستان و فلسفه روم باستان است. در دنیای علمی قدیم و قرون وسطی هیچ مفهومی وجود نداشت که به هیچ وجه با فلسفه تفاوت داشته باشد. فلسفه باستان به عنوان بیان نظری طیف گسترده‌ای از مفاهیم جزئی و بنیادی، به ویژه در دوره کلاسیک، تضادهای اساسی نظریه‌های فلسفی و روش‌های فلسفی را تشدید کرد و اصطلاحات اساسی فلسفی را ایجاد کرد.
- دینون
- تالس
- آناکسیماندروس
- آناکسیمنس
- فیثاغورس
- پارمنیدس
- امپدوکلس
- آناکساگوراس
- گرگیاس
- هراکلیتوس
- هیپیاس
- پروتاگوراس
- آناتوس
- آریستوفان
- تیائیتوس
- آنتیفون
- کلینیاس
- کسنوفانس
- زنون الئایی
- دموکریتوس
- آناکسیماندروس
- سقراط
- زنوفون
- افلاطون
- دیوگنس لائرتیوس (دیوجانوس، دیوژن)
- ارسطو
- اپیکور
- کسنوفانس کولوفونی